# ステイシー・オリコ (アルバム)
『ステイシー・オリコ』（Stacie Orrico）は、ステイシー・オリコの2枚目のアルバム。

## 収録曲
1. スタック - Stuck
2. モア・トゥ・ライフ - (there's gotta be)More To Life 
元々は、作曲者であるルーシー・ウッドワードの2003年にリリースされたアルバム「While You Can」の、日本盤のみのボーナストラックであった。
3. バウンス・バック - Bounce Back
4. アイ・プロミス - I Promise
5. セキュリティ - Security
6. インステッド - Instead
7. ヘジテイション - Hesitation
8. ストロング・イナフ - Strong Enough
9. アイ・クッド・ビー・ザ・ワン - I Could Be The One
10. メイビー・アイ・ウォント・ルック・バック - Maybe I Won't Look Back
11. タイト - Tight
12. ザッツ・ホワット・ラヴズ・アバウト - That's What Love's About
13. アンティル・アイ・ファインド・ユー - Until I Find You※
14. スター・オブ・マイ・ストーリー - Star Of My Story※
15. スタック　サンダーパス・レディオ・リミックス - Stuck (Thunderpuss Radio Remix)※

※日本盤ボーナス・トラック